# Wizardry: Proving Grounds of the Mad Overlord
A Wizardry: Proving Grounds of the Mad Overlord az első része a Wizardry számítógépes szerepjáték-sorozatnak. Andrew Greenberg és Robert Woodhead fejlesztették, és 1981-ben jelent meg a Norman Sirotek által alapított Sir-Tech gondozásában.
Ez volt az egyik első Dungeons & Dragons stílusú szerepjáték számítógépekre és ugyancsak az elsők közt használt színes grafikát is a szöveges interfészen kívül. Emellett az első volt azon a téren is, hogy már nemcsak egy karaktert, hanem egy teljes kalandozócsapatot lehetett irányítani.
A játék egy trilógia első része volt, ezt követte ugyanis a Wizardry II: The Knight of Diamonds és a Wizardry III: Legacy of Llylgamyn. Maga a Wizardry, mint sorozat, hét további részt élt meg.
A játék remake-jét a Digital Eclipse készítette el és jelentette meg 2024-ben.

## Játékmenet
A játék egy városban kezdődik, amit mindössze egy szövegalapú menü reprezentál, ahol hat különböző karaktert lehet létrehozni. Ezek öt különböző fajba tartozhatnak: ember, tünde, törp, gnóm, és félszerzet. Három különböző beállítottságuk lehet: jó, gonosz, és semleges. Emellett négy karakterosztályba tartozhatnak: harcos, pap, mágus, és tolvaj, amely négy elit karakterosztállyá alakulhat: püspök (pap + mágus), szamuráj (harcos + mágus), úr (harcos + pap), és nindzsa (harcos + tolvaj). Főszabályként jó és gonosz karakterek egyszerre nem tartozhatnak ugyanahhoz a csapathoz.
Miután a karaktereket elláttuk az alap fegyverzettel és páncéllal, a kaland elindul a Trebor-kastély alatti pincerendszerben. Ez egy 10 szintből álló labirintus, amely fokozatosan nehezedik. A különböző karakterosztályok megtanulhatnak különféle varázslatokat, melyek mindegyikének 7 szintje van, és fokozatosan továbbfejleszthető.
A játék hagyományos értelemben véve labirintusfelfedezés, melyben a cél kincsek megtalálása, jobb felszerelés megszerzése, tapasztalati pontok gyűjtése szörnyek megölésével, a játék végén pedig le kell számolni Werdnával, a varázslóval, és meg kell szerezni az amulettjét. Valamennyi szinten a túlélés a cél egész addig, míg nem találunk egy liftet vagy egy lépcsőt a következő szintre.
A játék grafikája a mai szinthez képest rendkívül egyszerű, ugyanis a képernyő jelentős részét szöveg tölti ki, és csak egy nagyon apró mezőben látható maga a labirintus, első személyű nézetből. Az akkoriban megjelent szerepjátékokhoz képest azonban még így is hatalmas előrelépés volt, mert azok legtöbbje tisztán szöveges alapú volt. Ha egy szörnybe botlunk, a labirintus képe eltűnik, és helyette a szörnyé jelenik meg. Egyszerre 1-4 db szörnnyel küzdhetünk meg. Mivel a technika ekkor még ezt nem tette lehetővé, a játék nem mutatja a térképet, hanem azt saját magunknak kell megrajzolnunk kockás papírra, minden egyes 20x20-as pálya esetében. A térkép megrajzolása életbevágóan fontos, ugyanis enélkül gyakran végleg elveszhetünk, figyelemmel arra, hogy egyes mezőkben vaksötét uralkodik, mások pedig elteleportálhatnak minket egy másik mezőre. Később varázslatok útján lehetőségünk lesz megtudni aktuális helyzetünket és a térképek között is tudunk majd teleportálni. Teleportálás során tudnunk kell a szint számát és a pontos koordinátákat, máskülönben előfordulhat, hogy egy csapdán landolunk, és ez könnyen a játék végét is jelentheti. Az első kiadások nem közölték a játékossal a teleportálódás tényét, ami még jobban összezavarhatta azokat.
A játék rendkívül nehéz is, mert menet közben nem lehet menteni, csak akkor, ha elhagyta a labirintust. Ha valamennyi karakterünk meghalt, akkor új csapattal kell folytatnunk, ugyanakkor a meghalt karaktereket megtalálhatjuk a játékban és felvehetjük a felszerelésüket. Ily módon a játékidő akár több száz óra is lehet. A későbbi Wizardry-epizódok erre reflektálva már onnan folytatják a játékot, ahol az előző csapat meghalt.
A játék a mentéshez egy külön lemezt, ún. scenario disket igényelt. Erre azért volt szükség, mert a játék befejezését követően készített egy mentést, és csak ennek a mentésnek a felhasználásával tudtuk elkezdeni a Wizardry II-t.

### Csalások

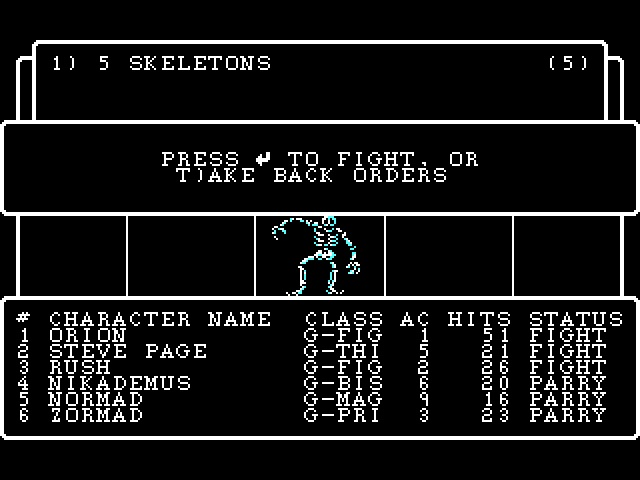
Kép a játék IBM PC-verziójából

Számtalan lehetőség volt a játékmechanika kijátszásának, köztük az a lehetőség, hogy a püspök karakterek abban az esetben, ha nem létező tárgytárolóba helyezett "tárgyakat" ismertek fel mágia segítségével, akkor nagy mennyiségű tapasztalati pontot és aranyat kaptak. Ez egy bevallottan a játékban maradt bug eredménye, amely azért maradt bent, mert máskülönben a játék nem fért be 48 KB RAM-ba. Az IBM PC-verzió megjelenésekor ezért már úgy beszéltek róla, mint a játék szerves részéről.
Mivel az Apple II számítógép nagyméretű, 5,25''-os floppylemezeket használt, és ezek írása elég lassú volt, létezett egy másik, kevésbé elegáns csalási lehetőség is: ha valami nekünk nem tetsző történt a csapatunkkal, például valamennyiüket megölték, akkor elég volt a floppymeghajtó biztonsági zárát villámgyorsan kioldani és kikapni a lemezt, mielőtt rámentette volna ezt az adatot. Ilyen esetben a program a karaktereket elveszettként tartotta nyilván, de könnyűszerrel vissza lehetett őket szerezni a játék főmenüjében.

## Fejlesztés
Andrew Greenberg, aki ekkoriban a Cornell Egyetemre járt, 1978-ban kezdte el a fejlesztést, és 1979 őszére nagyjából játszható formába is került, ami népszerű lett a diáktársai körében. A legnagyobb inspirációt az 1977-es Oubliette-ből merítette. Eredetileg Applesoft BASIC-ben kódolta a programot, majd Woodhead segítségével átírta UCSD Pascal-ba, ugyanis a BASIC sokszor játszhatatlanul lassú volt. Megfelelő futtatókörnyezet híján egészen 1981-ig kellett várni, hogy megjelenhessen. A két és fél éves csúszás annyiban jót tett a programnak, hogy rengeteget lehetett tesztelni és csiszolni a játékmechanikát - ellentétben például a vele egyszerre megjelenő Ultima I-gyel. Frederick Sirotek, a Sir-Tech céget, mint kiadót vezető Norman apja ragaszkodott ahhoz, hogy a játék igényes körítéssel érkezzen, szép csomagolással és részletes dokumentációval, ne csak műanyag tasakba csomagolva, mint a legtöbb akkori játék.
A Wizardry első három része Commodore 64-en és Commodore 128-on ugyanazzal a programkóddal futott, mint az Apple II-es eredeti, ugyanis mindkettőben ugyanaz a 6502 Pascal fordító volt. Az IBM-verzióba már egy x86-alapú fordító került.
A hosszú töltési idő és az intenzív lemezhasználat a játék egyik fő negatívuma volt, amin a Commodore-verziókban próbáltak segíteni. Commodore 128 alatt például intenzíven használta a VDC memóriát is.
A főgonosz, Werdna neve visszafelé Andrew, Trebor pedig Robert, utalva a két fejlesztőre.
1982-ben a játék kissé továbbfejlesztett, Revision 2 névre hallgató változata is megjelent.

## Fogadtatás
Az 1981 szeptemberében boltokba kerülő játék szinte azonnal nagy siker lett, az Apple II legnépszerűb programjai közé emelkedett. 1982 júniusáig 24 ezer darabot adtak el belőle, amivel akkor az Egyesült Államok legjobban fogyó szerepjátéka lett. Riválisai közül az 1979-es Temple of Apshai 30 ezer, az 1981-es Ultima I 20 ezer eladott példánynál járt. Összesen körülbelül 200 ezer példányban adták el.
Készült hozzá két trainer is, bár a Sir-Tech nem ajánlotta a használatukat, illetve The Wizisystem címmel a világ első játékos tippgyűjteménykönyve, amellyel szintén a végigjátszást igyekeztek segíteni. Egy gyermekpszichiáter azt állította, páciensei körében is sikerrel alkalmazzal a játékkal végzett terápiát. Az elkövetkezendő húsz évben hét folytatás jelent meg, felépítése és játékmechanikája pedig évekre meghatározta a műfajt.

## Fordítás
- Ez a szócikk részben vagy egészben  a   Wizardry: Proving Grounds of the Mad Overlord című angol Wikipédia-szócikk ezen változatának fordításán alapul.  Az eredeti cikk szerkesztőit annak laptörténete sorolja fel. Ez a jelzés csupán a megfogalmazás eredetét és a szerzői jogokat jelzi, nem szolgál a cikkben szereplő információk forrásmegjelöléseként.